# グンナール・ビョルンストランド
グンナール・ビョルンストランド（Gunnar Björnstrand、1909年11月13日 - 1986年5月26日）は、スウェーデンのストックホルム生まれの映画俳優である。優れた性格俳優として知られ、喜劇的な役柄から悲劇的な役柄まで幅広く演じた。スウェーデンを代表する世界的な監督であるイングマール・ベルイマンの作品に多く出演した。

## 経歴
1909年にストックホルムに生まれた。父親はアメリカ人の俳優であり、グンナール自身も幼い頃から役者になることを夢見ていたという。1933年にスウェーデンの王立演劇学校（スウェーデン語：Dramatens elevskola）に入学し、演技を学んだ。同期には後にハリウッドで大女優となるイングリッド・バーグマンもいたという。生涯連れ添うことになる妻と出会ったのもここである。
卒業後グンナールはフィンランドに転居しそこで2年間舞台俳優として生計を立てた。その後スウェーデンに戻り、今度は舞台だけではなく映画俳優としても活躍するが、帰国当初はクレジットもされないような端役が多かった。1943年以降徐々に重要な役も得られるようになり、その後は順調に映画俳優としてのキャリアを積んでいった。
グンナールが当時新鋭の脚本家であったイングマール・ベルイマンと知り合ったのもこの頃である。1946年にグンナールはベルイマンの監督第二作目である『われらの恋に雨が降る』に出演。その後は『夏の夜は三たび微笑む』（1955年）、『第七の封印』（1957年）、『野いちご』（1957年）、「神の沈黙」三部作（1961 - 1963年）、『仮面/ペルソナ』（1966年）など、ベルイマンの主要な作品の多くで重要な役柄を演じた。グンナールは仕事のみならず、プライベートでもベルイマンの親密な友人であり続けた。
グンナールは1982年にベルイマン監督の大作『ファニーとアレクサンデル』に出演した。この頃既にグンナールは病に侵されており、体が満足に動かず、台詞を憶えるにも支障がある状態での撮影だったと言われている。結果的にこの作品がグンナール最後の映画出演作品となった。
1986年5月26日に76歳で死去した。

## 主な出演作品
- われらの恋に雨が降る Det regnar på vår kärlek （1946年）
- シークレット・オブ・ウーマン Kvinnors väntan （1952年）
- 夏の夜は三たび微笑む Sommarnattens leende （1955年）
- 第七の封印 Det Sjunde inseglet （1957年）
- 野いちご Smultronstället （1957年）
- 魔術師 Ansiktet （1959年）
- 悪魔の眼 Djävulens öga （1960年）
- 鏡の中にある如く Såsom i en spegel （1961年）
- 冬の光 Nattvardsgästerna （1962年）
- 沈黙 Tystnaden （1963年）
- 仮面/ペルソナ Persona （1966年）
- 恥 Skammen （1968年）
- 鏡の中の女 Ansikte mot ansikte （1976年）
- 秋のソナタ Höstsonaten （1978年）
- ファニーとアレクサンデル Fanny och Alexander （1982年）